# 吳準鎬
吳準鎬（1975年6月20日—），是大韓民國的政治人物，於2021年12月4日在基本所得黨黨內初選中勝出，代表該黨參選2022年大韓民國總統選舉。